# Олімпійський комітет Еквадору
Олімпійський комітет Еквадору (ісп. Comité Olímpico Ecuatoriano) — організація, що представляє Еквадор у міжнародному олімпійському русі. Заснований у 1948 році, зареєстрований у МОК у 1959 році.
Штаб-квартира розташована в Гуаякілі. Є членом Міжнародного олімпійського комітету, Панамериканської спортивної організації та інших міжнародних спортивних організацій. Здійснює діяльність із розвитку спорту в Еквадорі.